# Вивероне
Виверо̀не (на италиански: Viverone; на пиемонтски: Vivron, Виврон) е село и община в Северна Италия, провинция Биела, регион Пиемонт. Разположено е на 287 m надморска височина, на брега на едноименното езеро. Населението на общината е 1431 души (към 2010 г.).